# Smotryč
Smotryč (ukrajinsky Смотрич, polsky Smotrycz, rusky Смотрич) je řeka v Chmelnycké oblasti v Podolí na jihozápadní Ukrajině. Je 168 km dlouhá. Povodí má rozlohu 1800 km².

## Průběh toku
Protéká Podolskou vysočinou v postupně se prohlubujícím a zužujícím údolí. Ústí zleva do Dněstru (na hranicích s Černovickou oblastí).

## Vodní stav
Zdrojem vody jsou převážně sněhové srážky. Průměrný průtok vody ve vzdálenosti 21 km od ústí činí 4 m³/s.

## Využití
Na řece bylo vybudováno sedm malých vodních elektráren a u nich vnikly přehradní nádrže. Větší sídla, jimiž řeka protéká, jsou Horodok, Smotryč a největší Kamenec Podolský, jehož centrum je malebným kaňonem řeky (v němž jsou k vidění i sezónní vodopády) obehnáno ze tří stran.